# Romain Maillard
Pour les articles homonymes, voir Maillard.
Romain Maillard est un athlète français né le 12 janvier 1979 à Beaumont (Puy-de-Dôme), spécialiste du trail.
Il remporte la médaille de bronze collective aux Championnats du monde de trail 2018 à Penyagolosa en Espagne.